# Badminton-Südamerikameisterschaft 2015
Die Badminton-Südamerikameisterschaft 2015 fand vom 6. bis zum 13. Dezember 2015 in Foz do Iguaçu in Brasilien statt.

## Sieger und Platzierte
| Disziplin    | Gold | Silber | Bronze |
| ------------ | --- | --- | --- |
| Herreneinzel | Ygor Coelho | Luíz dos Santos | Alisson de Souza Vasconcellos |
| Herreneinzel | Ygor Coelho | Luíz dos Santos | Italo Hauer Antonacio |
| Dameneinzel  | Fabiana Silva | Dánica Nishimura | Mariana Pedrol Freitas |
| Dameneinzel  | Fabiana Silva | Dánica Nishimura | Paloma Silva |
| Herrendoppel | Hugo Arthuso Ygor Coelho | Leonardo Alkimin Luíz dos Santos | Alisson de Souza Vasconcellos Eduardo Henrique Vaz                                                                                        |
| Herrendoppel | Hugo Arthuso Ygor Coelho | Leonardo Alkimin Luíz dos Santos | Gabriel Gandara Pedro Chen |
| Damendoppel  | Fabiana Silva Paula Betriz Pereira | Camila Elizabeth García Biel Daniela Zapata                                                                                             | Marta Lopes Paloma Silva |
| Damendoppel  | Fabiana Silva Paula Betriz Pereira | Camila Elizabeth García Biel Daniela Zapata                                                                                             | Andreza Miran da Santos Emanuelly Rocha Farias                                                                                            |
| Mixed        | Luíz dos Santos Ana Paula Campos | Hugo Arthuso Fabiana Silva | Francielton Farias Gabrielle Cavalcante Pereira                                                                                           |
| Mixed        | Luíz dos Santos Ana Paula Campos | Hugo Arthuso Fabiana Silva | Guilherme Kumasaka Thalita Correa |
| Mannschaft   | Brasilien Leonardo Alkimin Hugo Arthuso Pedro Chen Ygor Coelho Lucas Constant Mateus Cutti Francielton Farias Gabriel Gandara Kelvin Santos Gimenez Italo Hauer Luiz Eduardo Martinez Luíz dos Santos Alisson de Souza Vasconcellos Eduardo Vaz Ana Paula Campos Thalita Correa Emanuelly Rocha Farias Mariana Pedrol Freitas Marta Lopes Bianca de Oliveira Lima Paula Pereira Andreza Miranda Santos Gabriela Santos Fabiana Silva Paloma da Silva Naira Beatriz Vier | Chile Cristian Araya Patricio Álvarez Iván León Bastián Lizama Camila Macaya Andrea Montero Tamara Perez Loreto Pontigo Paulina Pontigo | Argentinien Pablo Daffis Dino Delmastro Ezequiel Garmendia Javier de Paepe Martín Trejo Serafín Zayas Daiana Garmendia Adriana Schwiderke |

## Teams
| Team        | Pld | W | L | MF | MA | MD  | Pts | Q  |
| ----------- | --- | - | - | -- | -- | --- | --- | -- |
| Brasilien   | 3   | 3 | 0 | 15 | 0  | +15 | 3   | 1. |
| Chile       | 3   | 2 | 1 | 10 | 5  | +5  | 2   | 2. |
| Argentinien | 3   | 1 | 2 | 5  | 10 | −5  | 1   | 3. |
| Paraguay    | 3   | 0 | 3 | 0  | 15 | −15 | 0   | 4. |

| Brasilien   | 5–0 | Chile       |
|             |     |             |
| Brasilien   | 5–0 | Argentinien |
|             |     |             |
| Brasilien   | 5–0 | Paraguay    |
|             |     |             |
| Chile       | 5–0 | Argentinien |
|             |     |             |
| Chile       | 5–0 | Paraguay    |
|             |     |             |
| Argentinien | 5–0 | Paraguay    |
|             |     |             |